# Daphnella reticulosa
Daphnella reticulosa är en snäckart som beskrevs av Dall 1889. Daphnella reticulosa ingår i släktet Daphnella och familjen kägelsnäckor. Inga underarter finns listade i Catalogue of Life.